# پسر من (فیلم ۲۰۲۱)
پسر من (به انگلیسی: My Son) فیلمی محصول سال ۲۰۲۱ و به کارگردانی کریستین کاریون است. در این فیلم بازیگرانی همچون جیمز مک‌آووی، کلر فوی، تام کالن و گری لوئیس ایفای نقش کرده‌اند.